# دایچی تاکاتانی
دایچی تاکاتانی (به ژاپنی: 高谷大地،  زادهٔ ۲۲ نوامبر ۱۹۹۴) یک کشتی‌گیر اهل ژاپن است.
از افتخارات وی می‌توان به کسب مدال نقره بازی‌های المپیک ۲۰۲۴ پاریس و بازی‌های آسیایی ۲۰۱۸ و مدال برنز قهرمانی کشتی جهان ۲۰۲۳ کسب اشاره کرد. وی سابقه حضور در المپیک ۲۰۲۰ توکیو را دارد.

## فعالیت حرفه‌ای

### قهرمانی کشتی جهان ۲۰۲۳
تاکاتانی در وزن ۷۴ کیلوگرم کشتی آزاد قهرمانی کشتی جهان ۲۰۲۳ بلگراد شرکت کرد، او در این مسابقات فرانک چامیزو از ایتالیا، یاکوپ شیخژامالوف از رومانی و مراد کوراماگومدوف از مجارستان را مغلوب کرد اما در مسابقه بعد به کایل داک از آمریکا باخت و با توجه به حضور این کشتی‌گیر در فینال، به دیدار شانس مجدد رفت. او در مرحله شانس مجدد نورکوژا کایپانوف از قزاقستان را شکست داد و به دیدار رده‌بندی رسید. وی در این دیدار جورجیوس کوگیومتسیدیس از یونان را شکست داد و مدال برنز را بدست آورد.

### المپیک ۲۰۲۴ پاریس
تاکاتانی در وزن ۷۴ کیلوگرم کشتی آزاد المپیک ۲۰۲۴ پاریس حاضر بود که گیاندری گارزون از کوبا، ختاگ تسابولوف از صربستان و کایل داک از آمریکا را شکست داد و به فینال رسید. وی در دیدار نهایی به رازامبک جمال‌اف از ازبکستان باخت و به مدال نقره رسید.